# 4-я стрелковая дивизия (РСФСР)
4-я стрелковая дивизия — стрелковое соединение РККА, в период Гражданской войны в России.
Сокращённое действительное наименование, применяемое в рабочих документах — 4 сд.

## История
В период Гражданской войны и военной интервенции в России в ноябре 1918 года в РККА был разработан новый план развития полевых войск, который предусматривал сформирование 47 номерных стрелковых дивизий (сд), включавших в себя 116 стрелковых бригад и 339 стрелковых полков. 19 февраля 1919 года план сформирования был сообщен фронтам РККА, с приказанием закончить реорганизацию к 1 апреля 1919 года. К 15 мая 1919 года эта работа была полностью завершена. Бригадная организация сд предусматривала по штату управление, три стрелковые бригады по три полка. Для придания большей боевой и хозяйственной самостоятельности сбр штатом № 220/34 было значительно усилено бригадное звено в сд за счёт увеличения её штатной численности.

### 1918 год
В июне 1918 года в 4-й Петроградский красногвардейский отряд вошла Петергофская красногвардейская боевая дружина. Позже 4-й Петроградский красногвардейский отряд был преобразован в 4-ю Украинскую партизанскую дивизию.

### 1919 год
Группа войск курского направления, командующий войсками группы И. С. Кожевников входила в состав Южного фронта., Штаб Группы войск курского направления находился в городе Купянск Харьковской губернии (январь — 15 февраля 1919 года).
4-я партизанская дивизия приказом по группе № 27 от 10 февраля 1919 переформирована в 4-ю стрелковую дивизию.,
Приказом войскам Южного фронта № 233 от 15 февраля 1919 Группа войск курского направления переименована в Донецкую группу войск. С 15 февраля штаб Донецкой группы войск в г. Купянск Харьковской губернии (15 февраля — 5 марта 1919).
В феврале дивизия вошла в состав Донецкой группы войск.,
Приказом войскам Южного фронта № 328 от 5 марта 1919 Донецкая группа войск развёрнута в 13-ю армию. Дислокация штаба 13-й армии в г. Купянске. В марте дивизия вошла в состав 13-й армии.,
В марте дивизия участвовала в боях против русских войск под командованием генерала А. Деникина в Донбассе.,
4-я стрелковая дивизия приказом войскам 13-й армии № 47 от 7 марта 1919 переименована в 42-ю стрелковую дивизию.,

## В составе
Стрелковое формирование входило в состав:
- 10 — 15 февраля 1919 года — Группа войск курского направления: .[4],[5],[3]
- 15 февраля — 5 марта 1919 года — Донецкая группа войск.[4],[5],[3]
- 5 — 7 марта 1919 года — 13-я армия.[4],[5],[3]